# الفيضان (مسرحية)
مسرحية "الفيضان" هي عمل درامي فريد من نوعه، وقد ظهرت في أكثر من صيغة، منها المسرحية الإذاعية المترجمة عن نص للكاتب الألماني غونتر غراس، ومنها أيضًا نص مصري مستقل للكاتب عبد المنعم عبد القادر.
أحداث المسرحية
تدور أحداث مسرحية الفيضان للكاتب الألماني غونتر غراس في سياق رمزي يستلهم قصة الطوفان في عصر النبي نوح، لكن بصيغة معاصرة تهدف إلى تطهير ألمانيا من رواسب الهزيمة والضياع بعد الحرب العالمية الثانية. تبدأ المسرحية في قبو منزل تغمره مياه الأمطار، حيث يختبئ نوه (نوح) مع بيتي، أخت زوجته المتوفاة، ويحتفظ بصندوق يحوي زجاجات حبر تاريخية ترمز إلى شخصيات عظيمة، بينما تحتفظ بيتي بألبوم صور شخصية. تتنقل الأحداث بين القبو، غرفة في المنزل، وسطحه، حيث يظهر فأران يتحدثان عن الطوفان ويقدمان رؤية ساخرة عن البشر. في الغرفة، تظهر يتا ابنة نوه، وخطيبها هنري، ثم يدخل ليو ابن نوه وصديقه الزنجي كونغو، الذي ينجذب إلى يتا، مما يثير غيرة هنري. تصعد الشخصيات إلى السطح، ويظهر قوس قزح إيذانًا بانتهاء الطوفان، بينما يخرج رجل من ساعة معطلة لحصر التلفيات، ويسأل يتا عن أمنيتها، فتطلب أن تمطر السماء مجددًا حتى تغمر المياه كل شيء، في إشارة إلى رغبة في تطهير أعمق. المسرحية تمزج بين الرمزية، السخرية، والنقد الاجتماعي، وتُقدّم رؤية فلسفية حول الهوية، الذاكرة، والانبعاث من الكارثة

## شخصيات المسرحية
- نوه (نوح): بطل المسرحية، يمثل الحكمة والذاكرة التاريخية، يحتفظ بزجاجات حبر ترمز إلى شخصيات عظيمة في التاريخ.
- بيتي: أخت زوجة نوه المتوفاة، تعيش معه في القبو، وتحتفظ بألبوم صور شخصية يمثل الذكريات والانتماء.
- يتا: ابنة نوه، شابة متحررة، تدخل في صراع عاطفي بين خطيبها وصديق أخيها.
- هنري: خطيب يتا، يشعر بالغيرة من كونغو، ويمثل الإنسان التقليدي الذي لا يستطيع التكيف مع التغيرات.
- ليو: ابن نوه، يظهر فجأة من صندوق الحبر، يرافق صديقه كونغو، ويبدو أكثر انفتاحًا.
- كونغو: صديق ليو، شاب زنجي، ينجذب إلى يتا ويثير توترًا في العلاقات داخل الأسرة.
- الفأران: يعيشان في القبو ثم يصعدان إلى السطح، يقدمان رؤية ساخرة عن البشر وتصرفاتهم أثناء الطوفان.
- رجل الساعة: يخرج من ساعة معطلة في نهاية المسرحية، يمثل السلطة أو النظام الذي يحاول حصر التلفيات بعد الكارثة.

## أسلوب المسرحية
يتسم أسلوب مسرحية الفيضان لغونتر غراس بطابع رمزي وساخر يجمع بين الواقعية النقدية والتجريب الفني، حيث يوظف الكاتب شخصيات أسطورية مثل نوح والفأرين في سياق معاصر يعكس أزمة الهوية والذاكرة في ألمانيا ما بعد الحرب العالمية الثانية. تعتمد المسرحية على الحوار الفلسفي والتداخل الزمني والمكاني، وتنتقل بين القبو والغرفة والسطح لتجسد مستويات مختلفة من الوعي والواقع. كما يستخدم غراس تقنيات المسرح الملحمي والتغريب، مستلهماً من برتولت بريشت، ليحث الجمهور على التفكير النقدي بدلاً من الانغماس العاطفي. وتُعد المسرحية مثالًا على المزج بين الأسطورة والتاريخ والسياسة، بأسلوب يهدف إلى تفكيك المفاهيم التقليدية وإعادة بناءها في ضوء التجربة الألمانية الحديثة.

## الاستقبال والنقد
حظيت مسرحية الفيضان للكاتب الألماني غونتر غراس باستقبال نقدي متباين، إذ اعتبرها بعض النقاد عملاً رمزيًا عميقًا يعكس محاولة تطهير الذات الجماعية الألمانية من آثار الهزيمة والذنب بعد الحرب العالمية الثانية، بينما رأى آخرون أنها تنطوي على تعقيد رمزي مفرط قد يعيق تفاعل الجمهور العام معها. وقد أشاد كثيرون بالبراعة الأسلوبية لغراس في توظيف شخصيات أسطورية مثل نوح والفأرين، لطرح أسئلة وجودية حول الهوية والذاكرة والسلطة، كما أثارت المسرحية جدلاً بسبب تناولها لقضايا مثل العنصرية والانتماء من خلال شخصية كونغو الزنجي. وتُعد المسرحية امتدادًا لرؤية غراس النقدية التي جعلته يُلقب بـ"الضمير الأخلاقي لألمانيا"